# فريق الإدارة العليا
يتكون فريق الإدارة العليا من لجنة تضم كبار المديرين في الأمم المتحدة، ويعمل كديوان للأمين العام في الامم المتحدة، وكهيئة تخطيط للسياسات المركزية للأمم المتحدة.
يتكون من 36 مسؤول كل منهم عن مهام جمة
فريقُ الإدارة العليا هيئةٌ رفيعة المستوى يرأسها الأمين العام وتضم رؤساءَ إدارات الأمم المتحدة ومكاتبها وصناديقها وبرامجها. وهي محفل لتناول المسائل ذات الصلة بالسياسات العامة والتخطيط وتبادل المعلومات فيما يتعلق بالتحديات الجديدة والمسائل الشاملة لقطاعات متعددة. decisions.And thanks

## المهام
ولفريقِ الإدارة العليا دورٌ رئيسي في النهوض على نحو استراتيجي بأعمال الأمم المتحدة، وهو يؤديه من خلال اجتماعات يعقدها بانتظام بوسائل عدة منها التداول عبر الفيديو مع مكاتب الأمم المتحدة في جنيف ونيروبي وروما وبانغكوك وبيروت وأديس أبابا وسنتياغو وفيينا.

## الفريق الحالي
يرأس الأمين العام للأمم المتحدة، بان كي مون، فريق الإدارة العليا، الذي يضم الأعضاء:
- يان إلياسون نائب الأمين العام
- سوزانا مالكورا رئيسة ديوان المكتب التنفيذي للأمين العام
- ماجد عبد العزيز المستشار الخاص لشؤون أفريقيا
- جيان شاندرا أشاريا أقل البلدان نمواً والبلدان النامية غير الساحلية والدول الجزرية الصغيرة النامية
- شمشاد أختار اللجنة الاقتصادية والاجتماعية لآسيا والمحيط الهادئ (إسكاب)
- فاليري آموس - الشؤون الإنسانية ومنسقة الإغاثة في حالات الطوارئ
- زينب بانغورا الهوى - العنف الجنسي في النزاعات
- أليسيا بارسينا إبارا - اللجنة الاقتصادية لأمريكا اللاتينية ومنطقة البحر الكاريبي
- هيلين كلارك برنامج الأمم المتحدة الإنمائي
- [[جون كلوس برنامج المستوطنات البشرية (الموئل)
- إرثارين كوزين برنامج الغذاء العالمي
- ميغيل دي سيربا سواريس الشؤون القانونية
- أداما ديينغ المستشار الخاص المعني بمنع الإبادة الجماعية
- بيتر طوماس درينان شؤون السلامة والأمن
- يوري فيدوتوف المدير التنفيذي لمكتب الأمم المتحدة في فيينا والمدير العام للمكتب المعني بالمخدرات والجريمة
- جيفري فيلتمان الشؤون السياسية
- تيغيغنيوورك غيتو شؤون الجمعية العامة وإدارة المؤتمرات
- أنطونيو مانويل دي أوليفيرا غوتيريز مفوضية الأمم المتحدة لشؤون اللاجئين
- أميرة حق إدارة الدعم الميداني
- أنجيلا كين نزع السلاح
- ريما خلف اللجنة الاقتصادية والاجتماعية لغرب آسيا (إسكوا)
- كيم وون سو نائب رئيس الديوان
- موخيسا كيتويى مؤتمر الأمم المتحدة للتجارة والتنمية
- هيرفي لادسو عمليات حفظ السلام]]
- أنتوني ليك منظمة الأمم المتحدة للطفولة (اليونسيف)
- فومزيلي مالامبو نغكوك المساواة بين الجنسين وتمكين المرأة
- كارلوس لوبيز اللجنة الاقتصادية لأفريقيا
- يوكيو تاكاسو الإدارة
- مايكل مولر مكتب الأمم المتحدة في جنيف
- فيجاي نامبيار المستشار الخاص بشأن ميانمار
- روبرت سي أور تخطيط السياسات
- باباتوندي أوسوتينيهين صندوق الأمم المتحدة للسكان
- نفانيثيم (نافي) بيللاي حقوق الإنسان
- أخيم شتاينر برنامج الأمم المتحدة للبيئة
- وو هونغبو الشؤون الاجتماعية والاقتصادية
- ساهلي وورك زيودي مكتب الأمم المتحدة في نيروبي
- ليلى زروقي الأطفال والصراع المسلح
- كارمان ل. لابونت مراقبة خدمات الرقابة الداخلية (تقدم تقاريرها مباشرة إلى الجمعية العامة، وليس للأمين العام)

## وصلات خارجية
- موقع الأمم المتحدة